# Maxwell's Silver Hammer
"Maxwell's Silver Hammer" é uma canção da banda de rock inglesa The Beatles, do álbum Abbey Road, de 1969. Escrita por Paul McCartney e creditada a Lennon-McCartney, a canção é sobre um estudante chamado Maxwell Edison que comete assassinatos com um martelo, com letras sombrias disfarçadas por um som otimista. McCartney descreveu a canção como um símbolo das quedas da vida, sendo "minha analogia para quando algo dá errado do nada, como acontece com tanta frequência".
A canção foi ensaiada inicialmente durante as sessões de Get Back, que se tornaria Let It Be, em janeiro de 1969. Durante a gravação de Abbey Road em julho e agosto, a banda dedicou quatro sessões de gravação para completar a faixa. Essas sessões foram um momento difícil para os Beatles, pois McCartney pressionou o grupo a trabalhar bastante na música. Todos os seus três companheiros de banda expressaram abertamente sua antipatia por "Maxwell's Silver Hammer". Em uma entrevista de 2008, Ringo Starr lembrou-se dela como "a pior sessão de todos os tempos" e "a pior faixa que já tivemos que gravar".
Em 1972, a banda canadense The Bells fez um cover de "Maxwell's Silver Hammer", com essa versão se tornando um sucesso no Canadá, alcançando a posição 83 na parada Pop e a posição dois na parada canadense Adult Contemporary. No filme Sgt. Pepper's Lonely Hearts Club Band, de 1978, a música é interpretada pelo comediante Steve Martin, Frankie Laine também fez um cover da música como parte de All This and World War II, de 1976.

## Antecedentes e composição
Enquanto estava em Rishikesh, Índia, no início de 1968, McCartney começou a escrever o primeiro verso da canção. Em um caderno intitulado Spring Songs Rishikesh 1968, ele manteve letras e notas para muitas das músicas do The Beatles (mais conhecido como "O Álbum Branco"), além de outras músicas usadas em outros lugares. No livro, ele escreveu palavras para o primeiro verso, até "Let me take you out to the pictures Jo-o-o-oan". As raízes da música são ainda mais antigas. Em 10 de janeiro de 1966, enquanto dirigia para Liverpool em seu Aston Martin, McCartney ouviu uma versão de Ubu Cocu (Ubu Cuckolded) do dramaturgo Alfred Jarry na rádio BBC. A peça foi descrita pelo Radio Times como "Uma extravagância patafísica" e causou uma profunda impressão em McCartney. McCartney revela em Many Years From Now: "Foi a melhor peça de rádio que já ouvi na minha vida, e a melhor produção, e Ubu foi tocada de forma tão brilhante. Foi simplesmente uma sensação. Essa foi uma das grandes coisas do período para mim." Em julho de 1966, Ubu Roi (King Ubu) de Jarry foi encenado no Royal Court Theatre em Sloane Square, Londres, com Max Wall interpretando o protagonista. McCartney e Jane Asher assistiram a uma das apresentações, que teve cenário e figurinos desenhados por David Hockney. Assim como o nome “Mitchell” pode ter se transformado anteriormente em “‘Michelle’”, ainda existe a possibilidade, mesmo subconscientemente, de que Max Wall tenha sido um antecedente de Maxwell.ndo concluído a maior parte dela em outubro daquele ano, ele pretendia incluí-la no álbumThe Beatles), mas ela nunca foi devidamente gravada durante essas sessões devido a restrições de tempo. Mais ensaios ocorreram em 7, 8 e 10 de janeiro, o último deles contou apenas com McCartney, John Lennon e Ringo Starr; George Harrison havia saído temporariamente da banda naquele diaos de cinema de Twickenham durante as sessões de Get Back, mas não seria gravado por mais seis meses.
A esposa de McCartney, Linda, disse que ele se interessou pelo teatro de vanguarda e se aprofundou nos escritos do escritor simbolista francês Alfred Jarry. Essa influência se reflete na história e no tom de "Maxwell's Silver Hammer", e também explica como McCartney encontrou a palavra de Jarry "patafísica" ("pataphysical"), que ocorre na letra. Em 1994, McCartney disse que a música simboliza as quedas da vida, sendo "minha analogia para quando algo dá errado do nada, como acontece com tanta frequência, como eu estava começando a descobrir naquela época da minha vida. Eu queria algo simbólico disso, então para mim era um personagem fictício chamado Maxwell com um martelo de prata. Não sei por que era de prata, apenas soava melhor do que 'Maxwell's hammer'".

## Estrutura musical
A canção está no tom de D maior e no compasso de 4/4. Ela apresenta uma estrutura musical que combina variações constantes em sua forma e orquestração para manter o interesse do ouvinte. A música segue uma estrutura de verso-refrão-interlúdio, onde cada repetição traz novos elementos, como o uso do sintetizador Moog, que estreia no álbum adicionando timbres variados. Os interlúdios são enriquecidos com mudanças rítmicas e solos alternados entre guitarra e sintetizador, enquanto o final da música apresenta harmonias vocais a três e quatro vozes.

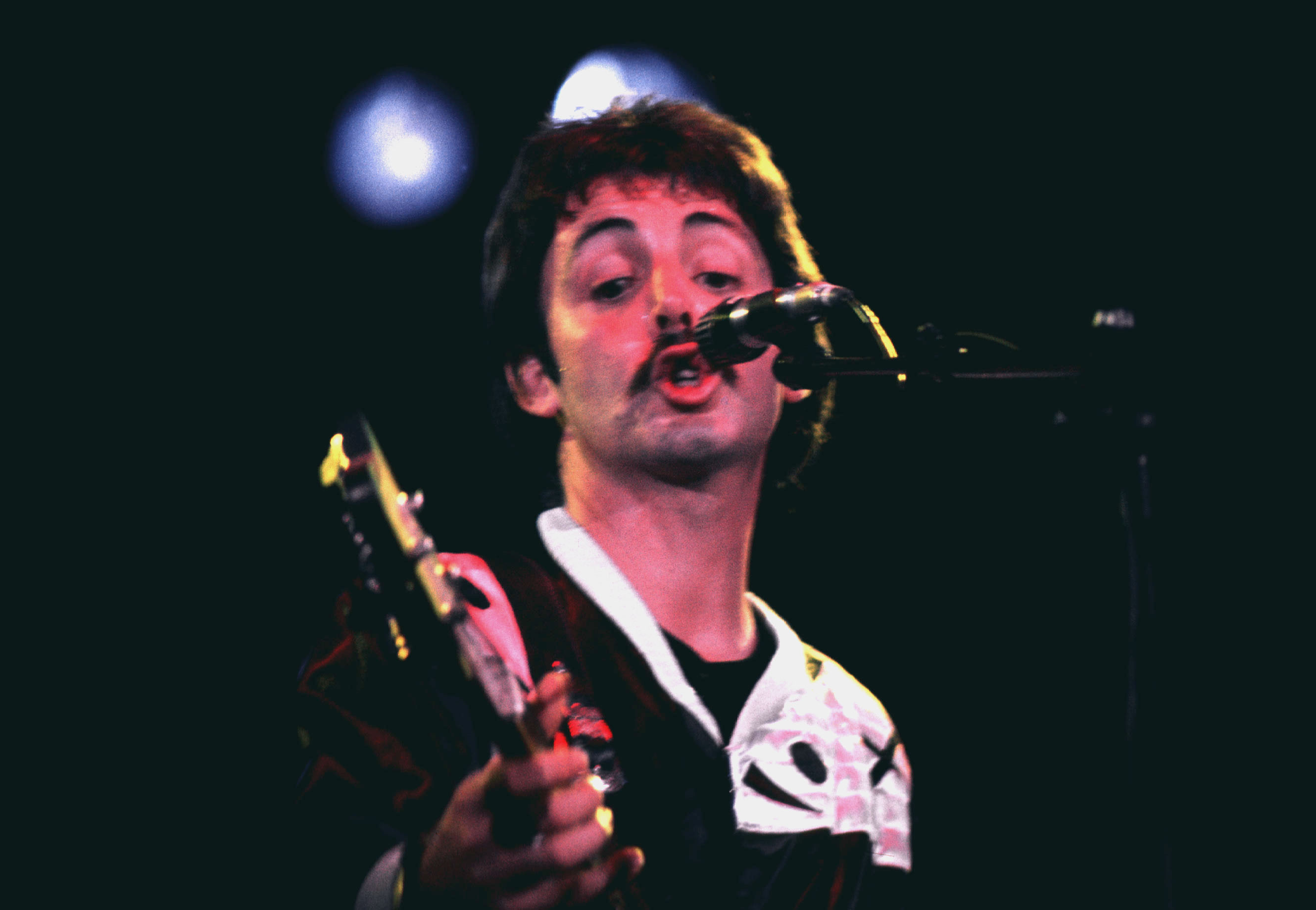
Paul McCartney, compositor da faixa, em 1976.

O alcance vocal de McCartney, que cobre uma nona maior, cria um arco melódico crescente que atinge seu pico no refrão, reforçando o movimento contínuo da música. A melodia também contrasta momentos de progressão suave com a dramatização das harmonias nos versos, que imitam vozes de personagens da história. O uso de onomatopeias, como o som da bigorna no refrão, e mudanças na instrumentação e acompanhamento rítmico ajudam a desenvolver a música ao longo de suas seções, evitando a repetição e mantendo a dinâmica da faixa.
A música começa de forma abrupta com a voz de McCartney, capturando imediatamente a atenção do ouvinte. Os versos seguem uma estrutura de 20 compassos no formato AA’B, com a frase B criando uma sensação de suspensão por meio de padrões de bateria minimalistas e harmonias não resolvidas. A instrumentação evolui a cada verso, passando de uma abordagem minimalista para a adição de sintetizadores, harmonias vocais e contrapontos que intensificam o drama narrativo. Os refrões, organizados em uma estrutura AA’, exploram sutilezas harmônicas, como o encerramento em um acorde de dominante (V) em repetições posteriores, preparando a transição para os interlúdios instrumentais, que apresentam solos de guitarra e sintetizador. Os interlúdios introduzem progressões de acordes mais coloridas e cadências plagais, conferindo maior profundidade e significado. As variações na instrumentação, no ritmo e nas texturas vocais ao longo da música a tornam dinâmica, culminando em um encerramento ricamente harmonizado, no qual até o ritmo do som da bigorna muda, fornecendo uma conclusão definitiva que mistura leveza com um senso de fechamento narrativo.

## Gravação
As gravações começaram em 9 de julho de 1969. McCartney, George Harrison e Ringo Starr gravaram 16 takes da faixa básica, que foram numerados de 1 a 21 – não houve takes de 6 a 10. Os 16 takes tiveram o baixo de Harrison gravado na faixa um, a bateria de Starr na faixa dois, o piano de McCartney na faixa três, e seus vocais na faixa oito. John Lennon, que estava ausente das sessões de gravação nos oito dias anteriores após se ferir em um acidente de carro na Escócia, chegou para trabalhar na música, acompanhado de sua esposa, Yoko Ono, que, mais gravemente ferida no acidente do que Lennon, estava deitada em uma grande cama de casal no estúdio. Foram feitas dezesseis tomadas da faixa rítmica, seguidas por uma série de overdubs de guitarra. Nos dois dias seguintes, o grupo fez overdubs de vocais, piano, órgão Hammond, bigorna e guitarra. Os Beatles selecionaram a tentativa final, take 21, como a melhor, e passaram mais de duas horas fazendo overdubs de guitarras durante a primeira sessão. Em 10 de julho, McCartney adicionou mais piano, George Martin tocou órgão Hammond, Starr bateu em uma bigorna e Harrison gravou uma parte de guitarra, alimentada por um alto-falante Leslie giratório. McCartney também gravou mais vocais principais e foi acompanhado por Harrison e Starr para vocais de apoio. Mais guitarra e vocais foram adicionados em 11 de julho. Nesta fase, a fita de oito faixas tinha baixo na faixa um, bateria na faixa dois, piano na três, guitarras na quatro e cinco, a bigorna no verso um, os vocais de McCartney no refrão, arpejos de piano antes dos versos posteriores, harmonias vocais e os vocais de apoio na linha "Maxwell must go free" na faixa seis, órgão, bigorna nos versos dois e três, e mais vocais principais e harmônicos de McCartney na faixa sete, e os vocais principais regravados de McCartney na faixa oito. A canção foi concluída em 6 de agosto, quando McCartney gravou um solo em um sintetizador Moog. O take 12 da canção pode ser visto na edição do aniversário de 50 anos do Abbey Road, enquanto o take 5 pode ser ouvido na Anthology 3.
O processo de gravação posteriormente atraiu comentários desfavoráveis de Lennon, George Harrison e Ringo Starr. Lennon disse: "Eu estava doente depois do acidente quando eles fizeram a maior parte daquela faixa, e isso realmente deixou George e Ringo exaustos ao gravá-la", acrescentando mais tarde: "Eu odeio isso, porque tudo que eu lembro é da faixa ... [Paul] fez de tudo para torná-la um single, e nunca foi e nunca poderia ter sido". Na lembrança do engenheiro Geoff Emerick, Lennon descartou-a como "mais uma música da avó de Paul". Harrison lembrou: "Às vezes, Paul nos fazia fazer essas músicas realmente frutadas. Quer dizer, meu Deus, 'Maxwell's Silver Hammer' era tão frutada. Depois de um tempo, fizemos um bom trabalho, mas quando Paul tinha uma ideia ou um arranjo na cabeça...". Starr disse à Rolling Stone em 2008: "A pior sessão de todas foi 'Maxwell's Silver Hammer'. Foi a pior faixa que já tivemos que gravar. Durou semanas. Achei que era loucura". McCartney lembrou: "As únicas discussões eram sobre coisas como eu passar três dias em 'Maxwell's Silver Hammer'. Lembro-me de George dizendo: 'Você levou três dias, é apenas uma música.' - 'Sim, mas quero acertar. Tenho algumas ideias sobre esta'".

### Comentários dos Beatles
Em uma gravação de uma reunião da banda realizada em setembro de 1969, Lennon levantou a possibilidade de as responsabilidades individuais de composição serem divididas igualmente entre os três no futuro. Nesse arranjo, cada um dos compositores contribuiria com quatro músicas para um álbum, e Starr teria a oportunidade de contribuir com duas. O historiador dos Beatles, Mark Lewisohn, comenta sobre a conversa que ocorreu entre os três companheiros de banda (Starr não estava presente): "Paul ... responde à notícia de que George agora tem o mesmo status como compositor que John e ele mesmo murmurando algo levemente provocativo. 'Até este álbum, eu achava que as músicas de George não eram tão boas', ele diz, o que é um elogio ambíguo, já que as composições anteriores que ele implicitamente menospreza incluem Taxman e While My Guitar Gently Weeps. Há uma resposta irritada de George: 'É uma questão de gosto. Em toda a linha, as pessoas gostaram das minhas músicas'. John reage dizendo a Paul que ninguém mais no grupo 'curtiu' seu Maxwell's Silver Hammer ... e que seria uma boa ideia se ele desse músicas desse tipo – que, segundo John sugere, ele provavelmente nem gostava – para artistas de fora nos quais ele tivesse interesse ... 'Eu gravei', diz Paul sonolento, 'porque gostei'".

## Críticas

### Contemporâneas
Em sua crítica de 1969 de Abbey Road, para a Rolling Stone, John Mendelsohn escreveu: "Paul McCartney e Ray Davies são os únicos dois escritores de rock and roll que poderiam ter escrito 'Maxwell's Silver Hammer', uma alegre celebração vaudevilliana/music-hall em que Paul, em um raro humor travesso, celebra as alegrias de ser capaz de bater na cabeça de qualquer um que ameace derrubá-lo. Paul expressa isso perfeitamente com a mais tímida inocência de menino de coro imaginável" Escrevendo na revista Oz, Barry Miles descreveu a música como "uma pequena peça complexa" e disse que, além do interesse casual de McCartney no trabalho de Jarry, "o único grupo pop britânico que detém quaisquer honras patafísicas é The Soft Machine". Miles também disse que era "um exemplo perfeito da combinação de rock americano com música de banda de metais britânica" de Paul.
Derek Jewell, do The Sunday Times, achou o álbum "refrescantemente conciso e despretensioso", mas lamentou a inclusão de "piadas ruins dos anos 1920 (Maxwell's Silver Hammer)". Em 1974, Robert Christgau referiu-se ao "Maxwell's Silver Hammer" como "uma semínima de McCartney".

### Retrospectivas
Entre os biógrafos dos Beatles, Ian MacDonald disse que "Se alguma gravação mostra por que os Beatles se separaram, é 'Maxwell's Silver Hammer'". Ele continuou: "Este erro de cálculo medonho – do qual há inúmeros equivalentes na sequência tagarela de álbuns solo [de McCartney] – representa de longe seu pior lapso de gosto sob os auspícios dos Beatles … Assim, Abbey Road abrange ambos os extremos de McCartney: o zelador lúcido e sensível dos Beatles em 'You Never Give Me Your Money' e o longo medley – e o egoísta imaturo que desperdiçou a paciência e a solidariedade do grupo em risadinhas absurdas como esta."
O autor Jonathan Gould cita "Maxwell's Silver Hammer" como um exemplo do egoísmo inerente à parceria criativa dos Beatles, em que uma composição de McCartney ou Lennon teria preferência sobre uma canção mais substancial de Harrison. Ele também lamenta a propensão de McCartney por um estilo de entretenimento leve que os Beatles tentaram tornar obsoleto, e conclui: "O aspecto mais triste de 'Maxwell's Silver Hammer' é, portanto, a maneira como demonstra como a tendência profissional de Paul de construir sobre seus sucessos passados o levou a traduzir a novidade genuinamente charmosa e a paródia subversiva de 'When I'm Sixty-Four' em um subgênero pessoal de canções inteligentes e fluentes que se transformaram nos dois anos desde Sgt. Pepper em uma forma de schtick musical".
Em 2009, o editor do PopMatters, John Bergstrom, concluiu sua lista "o pior dos Beatles" com a música. Ele disse que, embora McCartney já tivesse criado "algumas canções quase piegas, inspiradas no music hall", "Maxwell's Silver Hammer" era "onde até mesmo o admirador secreto de 'Rocky Raccoon' deve traçar um limite". Bergstrom descreveu-a como "incomodamente 'fofa', implacavelmente desagradável, muito literal" e "a única canção dos Beatles entre quase 200 que é basicamente inaudível".

## Créditos
De acordo com Kevin Howlett, exceto quando indicado:
- Paul McCartney – vocais principais e harmônicos, piano, violão, sintetizador Moog
- George Harrison – harmonia vocal, baixo, guitarras elétricas[35]
- Ringo Starr – harmonia vocal, bateria, bigorna[40]
- George Martin – Órgão Hammond[41]